# Poorna Jagannathan
Poorna Jagannathan, född 22 december 1972 i Tunis, är en tunisisk-amerikansk skådespelare.
Jagannathan har bland annat medverkat i TV-serierna Defending Jacob från 2020 och Never Have I Ever från (2020-2023). Hon har även medverkat i filmen The Out-Laws från 2023.

## Filmografi (i urval)
- 2019 – The Act (TV-serie)
- 2020 – Defending Jacob (TV-serie)
- 2020–2022 – Never Have I Ever (TV-serie)
- 2023 – The Out-Laws
- 2024 – Wolfs
- 2024 – Turtles All the Way Down
- 2025 – Deli Boys (TV-serie)